# Hans Busch
Pour les articles homonymes, voir Busch.
Hans Busch (né le 27 février 1884 à Jüchen ; mort le 16 février 1973 à Darmstadt) est un physicien allemand, pionnier de l'optique électronique. Il posa les bases théoriques de la microscopie électronique.

## Biographie
Diplômé des universités de Strasbourg et de Göttingen, cet ancien officier d'artillerie de la Grande Guerre fut de 1920 à 1927 maître-assistant de l'Institut de Physique de l'université d'Iéna, et y développa l'étude de la dynamique des rayons cathodiques : il parvint notamment à déterminer le mouvement des électrons dans les champs magnétiques et à établir le potentiel de focalisation d'un faisceau d'électrons d'une bobine. C'était le premier pas vers la conception de bobines en tant que lentilles électroniques, et ces résultats devaient constituer le socle théorique du microscope électronique.
À l'hiver 1925-26, Busch devint membre du Parti national du peuple allemand.
Directeur technique du réseau câblé Oberspree d'AEG à Berlin en 1927, il parvint, grâce à l'appui du président d'AEG, Waldemar Petersen, à obtenir la succession de Karl Wirtz (1861–1928) à la chaire d'électrotechnique de l'université technique de Darmstadt en 1930. Hans Busch y fit construire un nouvel Institut de radiotechnique, qui n'ouvrit ses portes qu'en 1934. C'est encore à Darmstadt qu'il rédigea son traité fondamental d'optique électronique, Beiträge zur Elektronenoptik (Leipzig, éd. J. A. Barth, 1937).
Busch fut membre bienfaiteur de la SS entre 1933 et 1939.
Il fut recteur de l’université technique de Darmstadt en 1933-34 et en 1937-39, et devint même doyen de la faculté d’électrotechnique en 1944-47. Comme plusieurs autres professeurs de Darmstadt, il était associé aux recherches du Centre militaire de Peenemünde. Ses contributions à l'effort de recherche furent récompensées en 1942 par la Croix du Mérite de guerre de IIe classe.
Démis de ses fonctions le 1er juillet 1946 pour ses prises de position politiques, il fut condamné quelques mois plus tard à une amende de 1 000 Reichsmark comme collaborateur du Troisième Reich dans le cadre des procès de dénazification ; toutefois, en septembre 1947, les poursuites à son encontre furent abandonnées.

## Œuvres
- (de) H. Busch, « Berechnung der Bahn von Kathodenstrahlen im axialsymmetrischen elektromagnetischen Felde », Annalen der Physik, vol. 386, no 25,‎ 1926, p. 973-993 (DOI 10.1002/andp.19263862507), article disponible sur Gallica
- (de) H. Busch, « Eine neue Methode zur e/m-Bestimmung », Physikalische Zeitschrift, vol. 23,‎ 1922, p. 438-441